# شهر خاکستری
شهر خاکستری فیلمی به کارگردانی حسن هدایت و نویسندگی اصغر عبداللهی، حسن پویا ساختهٔ سال ۱۳۶۹ است.

## بازیگران
- مجید مظفری
- مهناز انصاریان
- فهیمه سمیعی
- علی شعاعی
- اکبر دودکار
- سهیلا حافظی‌جو
- مهین بوجار
- حسین ملکی
- اصغر زمانی
- رحیم صادق‌الوعد
- صفر سیدآبادی
- مهین بوجار
- داوود بیاتی
- رضا کارآگاه
- حسین رنگینوند
- امیر مقدم
- زهرا مقدم
- مینا مقدم
- اسماعیل فومنی
- محمد شرقی آذر